# ムーンナイト (テレビドラマ)
『ムーンナイト』(Moon Knight)は、マーベル・スタジオが製作するアメリカ合衆国のインターネットテレビドラマシリーズ。2022年3月30日よりDisney+にて配信。
本作にアントン・モガート役として出演しているギャスパー・ウリエルは本作が配信される直前の2022年1月19日にスキー中の衝突事故で死去したため、遺作となった。

## あらすじ
うだつの上がらない国立博物館のショップ店員スティーヴン・グラントは毎晩のように睡眠障害に悩まされており、そのせいでせっかく取り付けたデートまでダメにしてしまう。
ある日、目が覚めるとどこかもわからない場所で見覚えのない宝物(スカラベ)を持って目を覚ます。すると頭の中で不気味な声が聞こえ、更には何者かわからない不審な人物に銃を向けられ逃げるが、気付くと彼らを血まみれにしていた。
必死の想いで逃げた彼は何事もなかったように日常に戻ろうとしたが、職場にまで不審な者たちが現れてしまう。逃げ回る中、逃げ込んだトイレでパニックになっていると、鏡に映るもう1人の自分(マーク・スペクター)が自分に語りかけてきた。
「俺が救ってやるー」
その言葉を受け入れた彼は白いスーツとマントを纏った「ムーンナイト」へと姿を変える。

## 登場人物/キャスト

### 主要キャラクター
マーク・スペクター / スティーヴン・グラント / ムーンナイト / Mr.ナイト / ジェイク・ロックリー
演 - オスカー・アイザック、日本語吹替 - 関智一
マーク・スペクター / ムーンナイト
過去に精神を病んでしまった母親への恐怖から解離性同一性障害を患ってしまったアメリカ人男性。虐待に耐え兼ねて家を飛び出し、従軍後に傭兵へ転身するが、元上官の裏切りにより瀕死のところをコンスとアバターとしての契約を結び、“ムーンナイト”となる。そしてアメミットの墓を探す労働を強いられ、完遂しきっていなかったことから、本作の一件に乗り出すこととなる。
スティーヴン・グラント / Mr.ナイト
マークの中に生まれた副人格の一人。本作では、彼の人格が主人格のマークよりも先に表に登場する。愉しげ且つ臆病なヴィーガンだが、ある日危険で常軌を逸した状況に次々と直面して混乱する羽目になり、今までその存在すら知らなかった主人格のマークや、新たに知り合ったレイラたちに巻き込まれる形で“Mr.ナイト”となり、本作の一件に立ち向かう。
ジェイク・ロックリー
マークの中に生まれたもう一つの副人格。彼の存在はコンスのみが気づいており、マーク及びスティーヴンが知らないうちに表へ出て、残忍な行為を随所でとるように描写される。
幼年期のマーク・スペクター / スティーヴン・グラント
演 - カルロス・サンチェス、日本語吹替 - 白石涼子
ティーンエイジのマーク・スペクター
演 - デビッド・ジェイク・ロドリゲス、日本語吹替 - 田中光
レイラ・エル＝フーリー / スカーレット・スカラベ
演 - メイ・キャラマウィ、日本語吹替 - 小松未可子
考古学者兼冒険家のエジプト人女性。本編開始以前までマークと結婚生活を送っており、彼が突如姿を消して以降、マークの行方を追っていた。そしてスティーヴンの前に現れ、彼らの現状に困惑しつつも、マーク及びスティーヴンの戦いに協力することになる。そしてその最中に、タウエレトの一時的なアバターとなり、“スカーレット・スカラベ”となる。
セリム
演 - ハリド・アブダラ、日本語吹替 - 丸山壮史
オシリスのアバターの壮年男性で、現代におけるエネアドの中心的存在。
ボビー・ケネディ
演 - アン・アキンジリン、日本語吹替 - 弘松芹香
警察官であり、ハロウのカルト教団の信奉者たちの中心的存在。ハロウらと共にアメミットの復活のための活動にあたる。
ビリー・フィッツジェラルド
演 - デビッド・ガンリー、日本語吹替 - 高岡瓶々
MPS警察官を自称する巨漢。ボビーと同様にカルト教団の信奉者としてアメミットの復活のための活動にあたる。
アントン・モガート
演 - ギャスパー・ウリエル、日本語吹替 - 北田理道
闇市から考古品などの収集やエジプトの競技である“エル・メルマ”のレッスンを趣味とする青年富豪で、レイラの知り合い。 センフーの石棺を所有していたことが遠因となってマークたちと対峙する。
タウエレト
演 - アントニア・サリブ、日本語吹替 - 潘めぐみ
女性と子供を司る女神。カバの姿をしている。ドゥアトに彷徨い込んだマークとスティーヴンに協力する。
アメミット
演 - ソフィア・ダヌ、サバ・ムバラク（声）、日本語吹替 - 高乃麗
罪人の魂を食らう凶悪な女神。
コンス
演 - カリム・エル・ハキム、F・マーリー・エイブラハム（声） 、日本語吹替 - 金尾哲夫
古代エジプトの月の神。かつて砂漠で瀕死状態となったマークに復活させる代わりに、自身のアバターになるよう契約を交わした。ことある毎にスティーヴンたちの前に現れては契約を盾に何かしら行動を強要する。
アーサー・ハロウ
演 - イーサン・ホーク、日本語吹替 - 咲野俊介
アメミットを信奉するカルト集団を率いる説教師で、コンスのアバターだった過去を持つ本作のメインヴィラン。アメミットの復活のための活動に信奉者らと乗り出し、その最中に接触したスティーヴン及びマークやレイラと敵対する。

### サブキャスト・ゲストキャラクター
ドナ・クラフト
演 - ルーシー・サッカレー、日本語吹替 - 小林美奈
ナショナル・ギャラリーのギフトショップのスタッフマネージャーで、スティーヴンの上司。
ディラン
演 - サフラン・ホッキング
ナショナル・ギャラリーのツアーガイドでスティーヴンの同僚の一人である女性。
バートランド・クロウリー
演 - ショーン・スコット
全身金粉の彫像に扮するストリートパフォーマー。
J.B.
演 - アレクサンダー・コブ、日本語吹替 - 河本邦弘
ナショナル・ギャラリーの警備員でスティーヴンの同僚の一人。
レガロ
演 - バーバラ・ローゼンブラット
レイラの友人である、闇市のパスポート偽造者兼骨董品ディーラーの壮年女性。
ヤツィル
演 - ダイアナ・ベルムデス、日本語吹替 - 豊嶋真千子
音楽と愛の女神ハトホルのアバターである女性。
ベック
演 - ロイック・マバンザ
モガートの元で働くボディガード。
スティーヴン・グラント博士
演 - ジョセフ・ミルソン
『トゥーム・バスター』に主役として登場する考古学者の男性。
ロッサー
演 - ビル・ベケレ
グラント博士の弟子である考古学者の見習いを務める黒人少年。
アブドゥラ・エル=フーリー
演 - ウサマ・ソリマン
「指折りのエジプト人考古学者」と言われたレイラの実父。
ウェンディ・スペクター
演 - フェルナンダ・アンドラーデ、日本語吹替 - 佐古真弓
マークの実母。スティーヴンは彼女との毎日の電話は日課としていたがそれは妄想で、実はマークが解離性同一性障害を患った元凶でもある。
イライアス・スペクター
演 - レイ・ルーカス、日本語吹替 - 山岸治雄
マークとランドールの父。
ランドール・スペクター
演 - クラウディオ・ファビアン・コントレラス、日本語吹替 - 藤原夏海
“ロロ”の渾名を持つマークの弟。

## 設定・用語

### 武器・アイテム・ビークル
ムーンナイト/Mr.ナイトの武装
コンスのアバターが身に纏う「儀礼用アーマー」と呼ばれるスーツや、“クレセントダーツ”、“トランチョン”を主に駆使する。

スカーレット・スカラベの武装
タウエレトの一時的なアバターとなって身に纏ったコスチュームや双剣を行使し、アバターとなる以前からも、さまざまな武器や道具を用いている。

アメミットの杖
ハロウが常時携行し、武器としても愛用する「アメミットの力の一端が宿る杖」。
アメミットのスカラベ
アメミットのウシャブティが納められた墓への道筋を示すコンパスである、スカラベを模した黄金のオブジェ。動きだすとアメミットの墓の在処の方向を指し示しながら進み出す。
ウシャブティ
エジプトの神を封印した石の神像。
正義の天秤
アヌビスを模した神秘的な天秤。

#### 銃器
- ハンドガン
  - ベレッタ 92 FS - モガートのボディーガードが落とした一丁をレイラも使用。
    - ベレッタ 92FS Inox - シルバーモデルの一丁がマークのバッグに入っていた。

  - M1911 - ベックが愛用。マークも一時彼から取り上げた一丁を持ち構える。
  - デザートイーグルMark.I
  - グロック17 - ハロウの信奉者らや、モガートのボディガードらが使用するほか、レイラも後者が所持していた一丁を使用。マークは本編開始前の自決を図った際に自分の顎に押し当てている。
  - グロック19 - アルプスでは、マークもしくはジェイクがハロウの手下からを取り上げて使用したと思しきものをスティーヴンが即座に投げ捨ててしまい、エジプトではボビーが護身用に所持。
  - ウェブリー Mk VI リボルバー - ハロウが信奉者の一人が携えていたものを引き抜いて使用し、マークを一度射殺した。
  - ベレッタ（型番不明） - ジェイクがハロウの射殺時にサプレッサー付きで使用。
- サブマシンガン
  - H&K MP5A2
  - MP40
- アサルトライフル
  - AK-47
    - AKS-47

  - AMD-65
  - M16自動小銃
  - Maadi ARM
- ショットガン
  - モスバーグM500
    - モスバーグM500フィールドガン
- ブローニングM2 HB

#### 車両
レイラの愛車
- ベスパ - 愛用のスクーター。
- ランドローバー・ディフェンダー110 - 愛車であるオフロード車両。

ハロウの教団
- BMW・5 [E39]
- ボルボ・XC90（初代）
- フォード・F-150（13代目）
- ランドローバー90
- 三菱・パジェロ（3代目）
- 日産・パスファインダー（3代目）
- オクタヴィア（初代）
- スズキ・ジムニー[SJ]
- トヨタ・ランドクルーザー [J80

その他
- メルセデス・ベンツ・スプリンター（初代） - カップケーキの運搬用車両。スティーヴンがアルプスで無免許運転する。
- ライト・エクリプス・ジェミニⅡ - “GRC”の広告がプリントされていた2階建バス。スティーヴン及びマークがジャッカルとの戦闘中にもたれ掛かる。
- リムジン - 本編終盤でジェイクとコンスがハロウの始末に運用。

### 種族・生物
アバター
エジプトの神々が現世に介入するための依代としての契約を交わした人間。
古代エジプトの神
エジプト神話に伝わる神々。
エネアド
エジプト九柱の神々。各々の外観は見せていないものの、人間界に介入する際には、自らのアバターに任務を課し、彼らに意識を宿して会合や審問を行う。
ジャッカル
別次元、或いは異世界から召喚される怪物。ハロウによって召喚され、スティーヴン/マークたちと対峙する。
ヘカの司祭
ファラオの墓守。
亡者
ドゥアトとオシリスの門の間の砂丘に彷徨う死者。

### 勢力
ハロウの教団
ハロウ率いるカルト集団。本作のメインヴィランの一味として、封印されたアメミットの解放を目的に各地で発掘作業や武力行使にあたる。

### 映画
トゥーム・バスター
幼い頃のマークとランドールが大好きだった冒険映画。

### 地域・施設・冥界

#### イギリス・ロンドン
本編前半の主な舞台。
スティーヴンの自宅
スティーヴンが一人暮らししている、古びたマンションの一室。
ナショナル・ギャラリー
トラファルガー広場に位置する博物館。本編開始時点では“古代エジプト展”が催されており、スティーヴンたちが働いていたギフトショップでも、7名の神が写っているエネアドのポスターや、タウエレトのぬいぐるみとカバの置物、アメミットと思しきぬいぐるみなどを商品として取り扱っていた。
スティーヴンは、この博物館でうだつの上がらない日々を過ごしていたが、アルプスでの出来事の後日にハロウと遭遇し、その末に閉館した真夜中の館内でハロウが召喚したジャッカルの襲撃とマークの声を受け、身体の制御権を交代して表に出た彼がジャッカルを退治する事態に直面したが、その際の監視カメラの映像には、スティーヴン（マーク）だけが単身で動き回っていた姿だけが映っていたため、翌日ジャッカルが倒されたトイレの洗面台を壊したとして、スティーヴンは解雇されてしまう。
セントラル・ロンドン・ストレージ（Central London Storage）
ロンドン市内にある保管施設。そこにはマークがアルプスでの一件後に、43番倉庫を借りて傭兵用のキャンプ用具各種や、ベレッタ 92FS、札束、アメリカの偽造パスポート、回収したスカラベなどを収めたバッグを置いており、自宅で見に覚えがないこの貸倉庫の鍵を見つけたスティーヴンは、解雇直後にここを訪ねてマークの自己紹介を受けるが、同時に目の当たりにした前述の物品各種を警察に提出して病院に行くとマークにぶつけると、現れたコンスのシルエットとポルターガイストに怯えてそこから逃げ去る。
ハロウの教団の拠点
ハロウの教団が拠点とするロンドン市内の一角。ボビーとビリーに連れ出されたスティーヴンと、彼を追ってきたレイラは、ここでハロウの信奉者らやジャッカルと乱闘する。
シェンキェヴィチ精神病院（Sienkiewicz Psychiatric Hospital）
マーク/スティーヴンとレイラに敗れ、体内にアメミットを封印されたハロウが入院した精神病棟。マークとスティーヴンがコンスから解放された数日後、ここに赴いたジェイクがここのスタッフ数名を手にかけながらハロウをリムジンに乗せ込み、彼をコンスの目の前で始末する。

#### アルプス
ヨーロッパの中南部に広がる山脈。本編開始後、スティーヴン（マーク）とハロウの教団がはじめて対峙した地であり、塔が立つ牧草地と麓の村でスカラベを巡る争いや、峠道でカーチェイスが繰り広げられた。また、ハロウは麓の村で現地の人々に天秤の裁定を行い、1人の老婆を手にかけている。

#### エジプト
本編後半の主な舞台。
カイロ
エジプトの首都。ハロウを追ってきたマーク/スティーヴンとレイラの交流、そして彼らとハロウの教団の最終決戦の舞台となる。
モガート邸
カイロ市内にある水辺に構えられたモガートの居住地。ボートの係留場やエル・メルマ用の馬場、センフーの石棺を置いたドームなどが点在している。
センフーの石棺
古代エジプトの“メジャイ”であるセンフーの亡骸が収められたサルコファガス。棺本体には死者を導く古代エジプトの埋葬手順が記されており、棺材として当てがわれた布には後述のアメミットの墓の座標を示す手がかりとなる星図が暗号として描き込まれているが、それは2000年前の星の位置関係を知る者でなければ解読はできない。
ヤツィルからの情報提供を受けたマークとレイラがセンフーの石棺を求めてここに来訪すると、エル・メルマの練習を中断したモガートは2人と面会して石棺を見せたが、顔見知りとは言え、レイラとモガートが互いを信用し切っていなかったことや、マークが棺材を触ったためにベックと争いかけたこと、更にそこへ乱入してきたハロウの口車と彼の杖の力にモガートが魅了されたことから、その場で乱闘が発生。ハロウはその際に撤退し、杖の衝撃波で石棺が破壊されたが、棺材はレイラが回収し、彼女とマークはモガートらを倒してその場を後にする。
ギザの大ピラミッド
カイロの西南のギザに位置するピラミッド。内部の神々の議場は、セリム曰く「最もパワーが存在する場所」で、エネアドの召集時には、アバターが通行するためのポータルが各地で開き、議場に繋がるとされ、コンスはカイロ市内の路地裏の石壁が開いて露出する物理的な通路をポータルとしている。そのほかには、ウシャブティを飾る10以上のくぼみがある石棚も存在する。
議場では、ハロウが目論むアメミット復活阻止に関する審問、コンスの封印、ハロウによるアメミットの解放などが行われ、その後ハロウの杖のエネルギー波により議場が半壊してしまいレイラも巻き込まれかけるが、タウエレトのアバターとなって脱出に成功。最後はマークとレイラによってアメミットをハロウの体内に封印し、マーク及びスティーヴンがコンスから解放される場となる。
アメミットの墓
北緯29度、東経25度の座標の砂丘に埋まった遺跡。ここの内部には、猫科の像が数体設置された出入り口、ホルスの目の形をした6つの通路の一つを進むと壁画やカノプス壺といった道具などが散在するヘカの司祭の薄暗い寝室や、巨大な崖、そして小規模な水辺に囲まれ、その中央にマケドニア語が刻まれた棺が設置された広間までが構えられ、棺の中にはかつてアメミットのアバターだったアレキサンダー大王のミイラが収められており、更にミイラの喉の奥には、センフーがエネアドから託されたアメミットのウシャブティが押し込まれていた。
スカラベを頼りにここの座標に辿り着いたハロウの教団は、発掘道具を多数置いたテントを構えて遺跡の捜索にあたったが、その最中にヘカの司祭との乱闘でビリーなど多くの犠牲者を出した。後からやって来たスティーヴンとレイラは、ヘカの司祭を2体倒し、スティーヴンはアメミットのウシャブティを発掘したが、後に表に出たマーク共々撃たれたことでウシャブティを奪われてしまう。
コンスの寺院
砂漠にある、コンスが棲む遺跡。かつてマークとコンスが契約を交わした場所である。

#### スペクター家
アメリカ・イリノイ州のシカゴ市内に位置する、マーク及びスティーヴンの実家。それなりの規模がある邸宅で、マークが家族全員で暮らしていた頃には、上階の子ども部屋に『トゥーム・バスター』のポスターやグラント博士とロッサーのフィギュア、宇宙服のフィギュアとロケットの模型などが多数飾られていたほか、ランドールが描いた片ヒレの金魚の絵も壁にかけられており、庭ではウェンディがバーベキューを、イライアスがDIYを行ってマークとランドールを楽しませることもあった。
しかし、ランドールが生命を落とし、彼の葬儀が営まれて以降は、マークがウェンディから虐待を受け続ける日々を過ごす場と化してしまい、その最中にマークは解離性同一障害を患ってスティーヴンの人格を生みだし、ティーンになると家出して、本編開始2ヶ月前にここで開かれたウェンディのシヴァに赴いた。だが、マークはシヴァに直接参加せずに立ち去ってしまう。

#### 来世
ドゥアト
エジプト神話における冥界。生命を落としてこの領域に彷徨い込んだ魂は、タウエレトが操舵する船によって、後述の“アアル”や“オシリスの門”に辿り着けるが、前者へ到達するにはその価値の有無の判断をタウエレトから受ける必要がある。
タウエレトの船
ドゥアトの砂漠を航行する木造の船。
オシリスの門
オシリスが管理し、現世と繋がるとされる巨大な一対の門。
アアル
エジプト神話に“楽園”として伝えられる葦の原野。

## エピソード
| 通算 話数 | タイトル                                  | 監督                                          | 脚本                                                         | 公開日        |
| --------- | ----------------------------------------- | --------------------------------------------- | ------------------------------------------------------------ | ------------- |
| 1         | "もうひとりの自分" "The Goldfish Problem" | モハメド・ディアブ                            | ジェレミー・スレーター                                       | 2022年3月30日 |
| 2         | "スーツ召喚" "Summon the Suit"            | アーロン・ムーアヘッド&ジャスティン・ベンソン | マイケル・カステライン                                       | 2022年4月6日  |
| 3         | "エネアドの決断" "The Friendly Type"      | モハメド・ディアブ                            | ボー・デマヨ&ピーター・キャメロン&サビル・ピルザダ           | 2022年4月13日 |
| 4         | "アメミットの墓" "The Tomb"               | アーロン・ムーアヘッド&ジャスティン・ベンソン | アレックス・ミーネハン&ピーター・キャメロン&サビル・ピルザダ | 2022年4月20日 |
| 5         | "蘇る過去" "Asylum"                       | モハメド・ディアブ                            | レベッカ・カーシュ&マシュー・オートン                        | 2022年4月27日 |
| 6         | "再生" "Gods and Monsters"                | モハメド・ディアブ                            | ダニエル・イマン&ジェレミー・スレーター                      | 2022年5月4日  |